# Ngoại giao Việt Nam thời Ngô
Ngoại giao Việt Nam thời Ngô phản ánh hoạt động ngoại giao giữa nhà Ngô với các vương triều phương Bắc.

## Hoàn cảnh
Năm 937, nha tướng Kiều Công Tiễn giết chết Tiết độ sứ Tĩnh Hải quân là Dương Đình Nghệ để cướp quyền. Năm 938, con rể Dương Đình Nghệ là Ngô Quyền tập hợp lực lượng tiến ra Đại La giết chết Kiều Công Tiễn. Trước khi chết, Công Tiễn đã cầu viện Nam Hán, vì vậy Lưu Nghiễm có cớ sai con là Lưu Hoằng Tháo mang quân sang đánh Tĩnh Hải quân.
Cuối năm 938, Ngô Quyền đón đánh Hoằng Tháo trên sông Bạch Đằng, giết chết Hoằng Tháo. Khi đó phương Bắc loạn lạc, thời Ngũ đại Thập quốc chưa chấm dứt. Các quốc gia phương Bắc lo đối phó với các cuộc chiến quy mô lớn và ý định thôn tính của các vương triều "chính thống" tại Trung nguyên; riêng Nam Hán liền kề, sau 2 lần thất bại ở Tĩnh Hải quân 931 và 938 phải từ bỏ ý định xâm chiếm.

## Nam Tấn Vương và Lưu Thạnh
Ngô Quyền tự xưng là Ngô vương. Sử sách không xác nhận việc bang giao giữa Ngô Quyền và vương triều nào trong số các nước ở phương bắc thời kỳ Ngũ đại Thập quốc.
Năm 942, Lưu Nghiễm chết. Sau cuộc biến loạn năm 943, Lưu Thịnh lên nối ngôi, tức là Nam Hán Trung Tông.
Tại Tĩnh Hải quân, năm 944, Ngô Quyền mất. Dương Tam Kha đoạt ngôi của con Ngô Quyền là Ngô Xương Ngập. Năm 950, em Xương Ngập là Ngô Xương Văn đánh đổ Dương Tam Kha, cùng Xương Ngập trị nước.
Bộ sử cổ duy nhất đề cập tới hoạt động ngoại giao thời nhà Ngô là Khâm định Việt sử thông giám cương mục của nhà Nguyễn. Theo Cương mục, vào năm 954, sau khi Ngô Xương Ngập chết, Ngô Xương Văn một mình trị nước. Ông sai sứ sang giao hảo với Nam Hán và xin tiết việt. Vua Nam Hán là Lưu Thạnh nhận giao hảo của Xương Văn, phong cho Nam Tấn vương chức Tĩnh Hải quân Tiết độ sứ kiêm Đô hộ.
Khâm định Việt sử thông giám cương mục căn cứ theo Ngũ Đại sử (Nam Hán thế gia) ghi chép thêm sự kiện sau đó: Lưu Thạnh cho Lý Dư làm sứ cầm cờ "tinh" sang chiêu dụ nhận Tĩnh Hải quân là phiên thần.
Được tin Lý Dư sắp vào đến cõi, Ngô Xương Văn cho người đi ngay sang biên giới ngăn lại. Hai bên gặp nhau ở Bạch châu. Sứ của Xương Văn nói với Lý Dư rằng:
Giặc biển đương làm loạn, đường sá đi lại rất khó.
Lý Dư bèn quay về nước.
Tuy không trực tiếp bình luận nhưng Lê Văn Siêu không đánh giá cao hành động chịu khuất phục mà giao hảo với Nam Hán nhỏ bé liền kề trong số các vương triều phương Bắc khi đó.
Đó là lần ngoại giao duy nhất giữa nhà Ngô và Nam Hán trong 21 năm tồn tại: 1 lần sứ Ngô sang Nam Hán và 1 lần sứ Hán được cử sang Ngô.